# 斯卡拉斯特雷足球會
斯卡拉斯特雷足球會(FC Skala Stryi）是一支位於烏克蘭斯特雷的職業足球會，目前於烏克蘭足球乙級聯賽角逐。

## 歷史
原本球會2004年名為FC Morshyn，2011年2月10日，正式改名為斯卡拉斯特雷足球會，事實上球會位於斯特雷。